# Nanocorna de carboni de paret simple

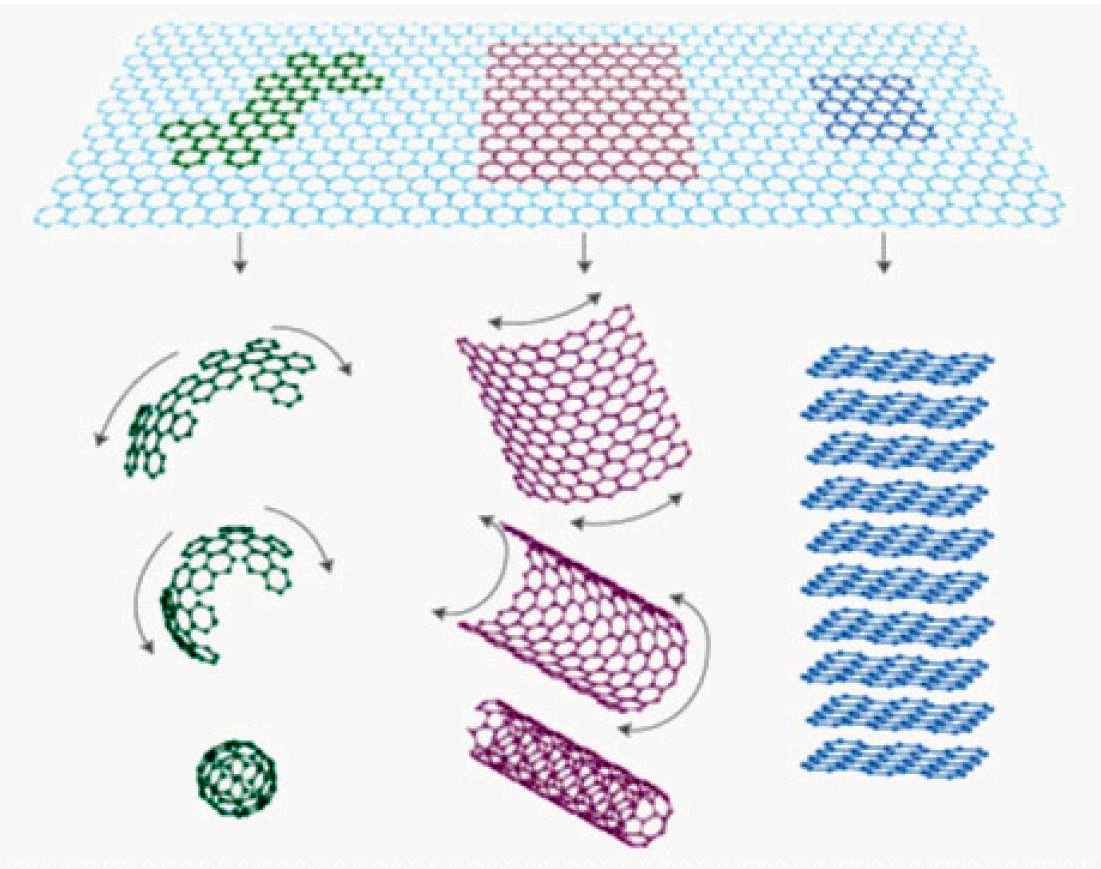
Representació esquemàtica de diferents nanomaterials de carboni: ful·lerè, nanotubs de carboni i grafè.

Nanocorna de carboni de paret simple (SWNH o SWCNH) és el nom donat per Sumio Iijima i els seus col·legues el 1999 a un agregat de beina en forma de banya de làmines de grafè. Estructures molt similars havien estat observades el 1994 per Peter JF Harris, Edman Tsang, John Claridge i Malcolm Green. Des del descobriment del ful·lerè, la família de nanoestructures de carboni s'ha ampliat constantment. En aquesta família s'inclouen els nanotubs de carboni de paret simple i de paret múltiple (SWNT i MWNT), cebes i cons de carboni i, més recentment, els SWNH. Aquests SWNH amb uns 40–50 nm de longitud tubular i uns 2–3 nm de diàmetre deriven dels SWNT i acaben amb una tapa cònica de cinc pentàgons amb un angle d'obertura del con de ~20 °. A més, milers de SWNHs s'associen entre si per formar agregats estructurats "semblants a dàlies" i "semblants a brots" que tenen un diàmetre mitjà d'uns 80-100. nm. El primer consisteix en túbuls i làmines de grafè que sobresurten de la seva superfície com els pètals d'una dàlia, mentre que el segon està compost per túbuls que es desenvolupen dins de la mateixa partícula. Les seves estructures úniques amb una gran superfície i microporositat fan que els SWNH esdevinguin un material prometedor per a l'adsorció de gasos, la biosensorització, l'administració de fàrmacs, l'emmagatzematge de gas i el suport de catalitzadors per a piles de combustible. Les nanobanques de carboni de paret simple són un exemple de la família dels nanocons de carboni.

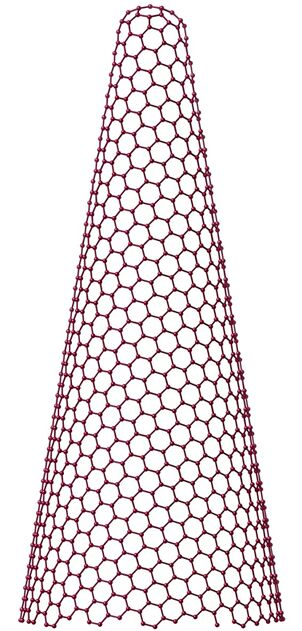
Representació esquemàtica d'una sola nanohorna de carboni.

## Síntesi
Els SWNH es poden sintetitzar amb alta puresa mitjançant ablació làser de CO2 i descàrrega d'arc sense un catalitzador metàl·lic. Els dos apartats següents mostren respectivament els procediments representatius dels dos mètodes de síntesi. La mida i la puresa dels SWNH es poden canviar variant paràmetres com la temperatura, la pressió, el voltatge i el corrent.

### Ablació amb làser deCO2
La tècnica d'ablació amb làser de CO2 s'utilitza per produir els primers SWNH a temperatura ambient en absència d'un catalitzador metàl·lic. El generador d'ablació làser de CO2 està compost per una font làser de CO2 d'alta potència (amb una longitud d'ona de 10,6 μm, 5 kW de potència, 10 nm de diàmetre del feix, i l'amplada del pols varia des de 10 ms fins a il·luminació contínua) i una cambra de reacció de resina de plàstic unida a un sistema de bombament al buit, vàlvules de gas d'entrada i sortida i un sistema de lents de ZnSe per ajustar la intensitat del feix. S'introdueix gas Ar i es fa circular a través de la cambra interior per eliminar els productes al filtre de recollida sota una pressió de 760 Torr a temperatura ambient. Mentrestant, una vareta de grafit al mig de la cambra gira i avança contínuament al llarg del seu eix de manera que una nova superfície pugui quedar exposada al feix làser que és vertical a la vareta i així es produeixen SWNHs.

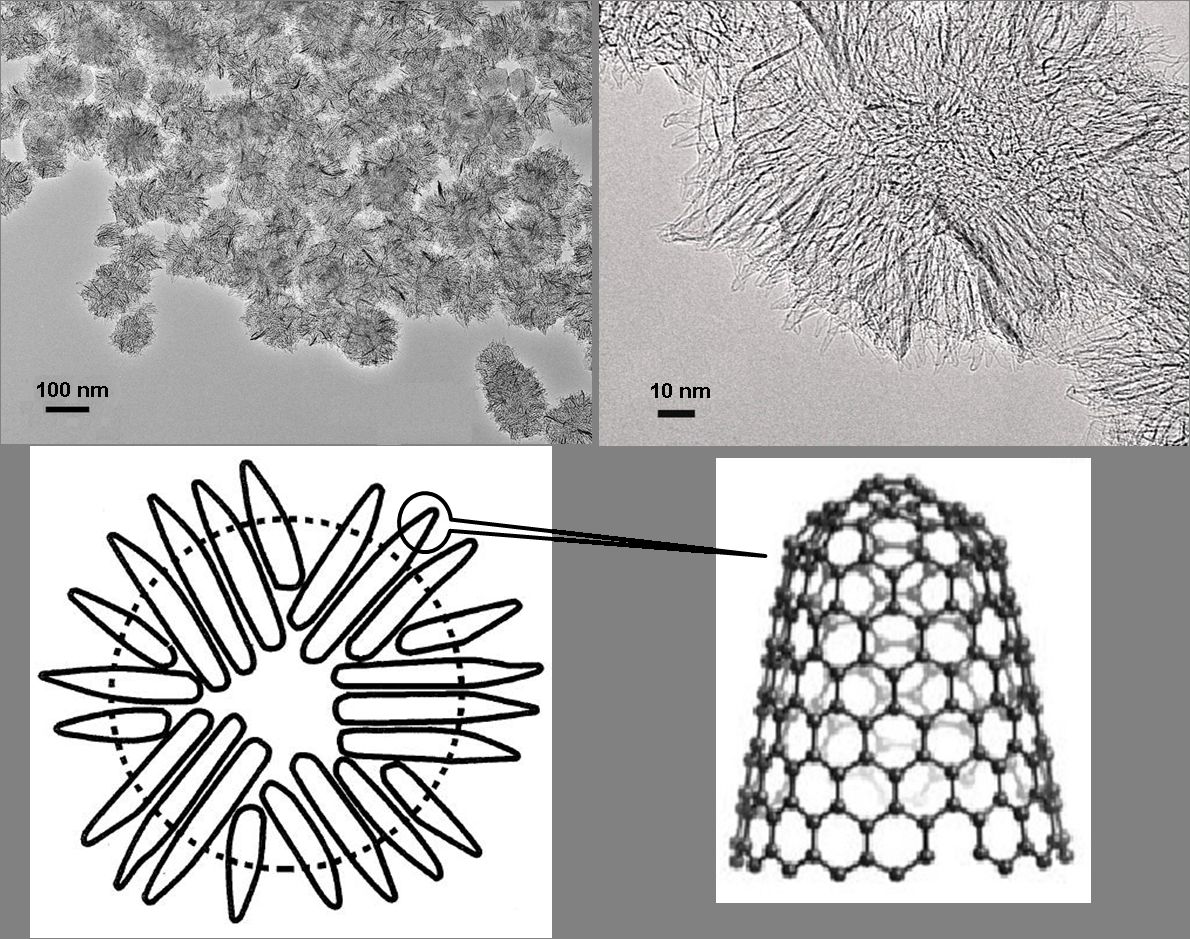
Agregat de nanohornes de carboni

### Descàrrega d'arc
Els SWNH també es poden preparar mitjançant una simple descàrrega d'arc pulsat entre barres de carboni pur a la pressió atmosfèrica d'aire i He i Ar amb un període d'arc de 30 s. El corrent d'arc s'estableix a 120 A i el voltatge entre els elèctrodes és de 15 V. El preescalfament de la vareta de carboni fins a 1000 °C es realitza just abans de la ignició de l'arc per millorar la qualitat dels SWNH. El sutge d'arc dipositat a la superfície de la cambra es recull i es caracteritza. Amb aquest mètode, la puresa dels SWNH obtinguts és superior al 90%. La mida mitjana de les partícules de SWNH és d'uns 50 nm, que és més petit que els preparats pel mètode làser de CO2.

## Propietats

### Porositat
Poc després del descobriment dels SWNH, els científics van fer esforços per estudiar l'estructura d'aquest nou material. L'any 2000, un examen detallat de difracció de raigs X va mostrar que la distància entre les cornes i la paret era de 0,4 nm, més gran que l'espai entre capes del grafit (0,335 nm). Per tant, els agregats de SWNH haurien de tenir tant microporositat com mesoporositat originades a partir de l'estructura específica anterior. Una caracterització exacta de la superfície dels SWNH pot ampliar les possibilitats d'aplicació a l'emmagatzematge d'energia secundària.
L'estructura dels porus dels SWNH s'ha estudiat àmpliament mitjançant experiments de simulació i adsorció. Els agregats de SWNH tenen una capacitat considerable de microporus i una mica de mesoporositat a causa de l'estructura d'apilament hexagonal dels SWNH.
El 2001, es va observar adsorció de N2 al nanoespai intern i a la superfície externa d'una sola partícula de SWNH, es va estudiar mitjançant una simulació canònica de Monte Carlo i es va comparar amb els resultats experimentals. La comparació detallada de la isoterma d'adsorció simulada amb la isoterma experimental en els nanoespais interns va proporcionar 2,9 nm de l'amplada mitjana dels porus dels nanoespais interns. L'anàlisi d'adsorció de N2 d'alta resolució va poder elucidar clarament la presència de nanoporus interns, microporus externs de la disposició triangular de tres partícules i mesoporus interpartícules a l'estructura d'assemblatge per a SWNH parcialment oxidats.
El 2002, es va descobrir que es produïen finestres a nanoescala a la paret quan els SWNH s'oxidaven en oxigen a alta temperatura. La mida i la concentració d'aquestes finestres a nanoescala es podrien controlar mitjançant la temperatura d'oxidació. A més, l'oxidació i la compressió dels SWNH podrien induir un augment pronunciat de la microporositat i la producció de mesoporus.
Tot i que el porus intrapartícula dels SWNH originals està completament tancat, l'11 i el 36% dels espais porus intrapartícula s'obren per oxidació a 573 i 623 K, respectivament. Com que el nombre i la mida de les finestres a la paret de SWNH poden variar segons la temperatura d'escalfament, es mostra la possibilitat d'un adsorbent molecular selectiu. A més, l'anàlisi d'adsorció pot proporcionar un mitjà fiable per a l'avaluació dels paràmetres de l'estructura dels porus de la microporositat intersticial i interna. L'estudi d'adsorció va mostrar que els agregats SWNH en forma de brot posseeixen microporus malgrat les nanohornes individuals tancades. Una característica distintiva d'aquests microporus és la petita amplada mitjana dels porus d'1,0 nm. El tractament tèrmic amb oxigen obre les nanohornes tancades i així augmenta l'espai de microporus disponible per a l'adsorció. L'oxidació afecta principalment els porus tancats creant finestres a les parets i no canvia l'estructura del feix ni la microporositat intersticial. El mecanisme d'obertura de la nanoporositat interna de la nanohorna de carboni de paret simple es va revelar mitjançant una oxidació acurada, que va permetre controlar la nanoporositat interna. La velocitat d'obertura també es podia controlar mitjançant la temperatura d'oxidació.
El mateix any (2002) que es va descobrir la presència de finestres a nanoescala, també es van determinar experimentalment les isotermes d'adsorció de l'hidrogen en els espais interns i intersticials dels conjunts de SWNH, cosa que va proporcionar la densitat adsorbida de l'hidrogen en els espais interns i intersticials. El fet que la densitat d'hidrogen adsorbida en els espais intersticials sigui inferior a la dels espais interns, en contra de la predicció del càlcul del potencial d'interacció, s'explica per l'efecte d'autoestabilització del mecanisme d'autobloqueig.
El 2005, Kaneko et al. van declarar que la porositat dels conjunts de SWNH canviava després del tractament amb HNO3. En aquest cas, els conjunts SWNH probablement posseeixen porus intersticials no disponibles al nucli del feix per a l'adsorció. La intercalació de HNO3 en espais intersticials tan estrets va provocar un augment del volum dels porus, que va desenvolupar la microporositat, i per tant es van preparar amb èxit conjunts de SWNH altament ultramicroporosos. A més, els conjunts ultramicroporosos de SWNH van mostrar una capacitat d'emmagatzematge molt més alta de CH4 supercrític, cosa que mostra una aplicació potencial com a medi d'emmagatzematge de gas.
L'estructura detallada dels SWNH es va analitzar més a fons amb espectroscòpia de fotoelectrons de raigs X (XPS) i espectroscòpia Raman. El pic considerablement fort a causa dels carbonis d'enllaç simple es va observar a l'espectre XPS C1s de SWNH. Aquesta intensitat màxima va augmentar amb el tractament d'oxidació, coincidint amb la disminució de la relació d'intensitat Raman G/D. Es va concloure que la presència d'una quantitat considerable de carbonis d'enllaç simple era la raó de l'estructura d'assemblatge única que acompanyava una forta banda D a l'espectre Raman dels SWNH. L'estructura interna dels SWNH es va examinar mitjançant observacions de microscòpia electrònica després del tall amb feix d'ions enfocat (FIB). Es va revelar que l'interior consisteix en làmines de grafè monocapa desordenades amb una mida lateral de fins a 10 nm i una distància entre capes d'aproximadament 4–5 Å.

### Propietats electròniques
Les propietats electròniques estan molt influenciades per l'estructura cònica única dels SWNH. La majoria dels estudis sobre les propietats electròniques van investigar els extrems cònics que contenen cinc pentàgons a la xarxa hexagonal. Berber et al. van utilitzar càlculs teòrics per determinar l'estabilitat, la geometria òptima i les propietats electròniques dels SWNH i van trobar una transferència neta d'electrons als llocs pentagonals de les puntes dels SWNH mitjançant microscòpia de túnel de rastreig simulada (STM). La densitat local d'estats electrònics a la punta varia segons les formes dels SWNH que difereixen en les ubicacions relatives dels cinc pentàgons. Continuant això, Kolesnikov et al. van proposar una geometria hiperboloide que té un con asimptòtic a gran distància i un suavització a la punta per als SWNHs. Van investigar la influència dels defectes pentagonals en les propietats electròniques dels SWNH dins del model de teoria de camps de gauge continu. Van descobrir que només per a cinc pentàgons a la punta apareix un estat electrònic normalitzat al nivell de Fermi (un nivell hipotètic d'energia potencial per a un electró dins d'un sòlid cristal·lí) per a un hiperboloide no limitat. Les propietats electròniques dels SWNH de dàlia i els SWNH oxidats també es van estudiar mitjançant l'adsorció de gasos com ara CO2 (un donant d'electrons) i O2 (un acceptor d'electrons). L'augment de la conductivitat electrònica amb l'adsorció de CO2 indica que els dahlia-SWNH són semiconductors de tipus n. D'altra banda, la conductivitat electrònica augmenta després d'una caiguda inicial per als SWNH oxidats, cosa que implica que els SWNH es poden transformar en semiconductors de tipus p després del tractament d'oxidació. La caiguda inicial es deu a la transferència d'electrons del CO2 a l'ox-SWNH que aniquila els forats, reduint la conductivitat, mentre que l'augment posterior es deu a la transferència addicional d'electrons del CO2 després de la compensació dels portadors de forats. Com s'esperava, l'addició de CO2 provoca una disminució de la conductivitat electrònica dels SWNH.

### Propietats magnètiques
Les propietats magnètiques estan estretament relacionades amb les propietats electròniques dels SWNH. En un treball de ressonància d'espín electrònic (ESR), es van descobrir dos sistemes electrònics per a SWNH semblants a les dàlies. El primer té una susceptibilitat paramagnètica activada per la temperatura única a causa de l'estructura bidimensional (2D) semblant al grafè a la superfície de les partícules de dàlia. El segon tipus es deu a l'interior desordenat, de tipus grafític, de les partícules de dàlia, que consisteixen en nanobanyes triturades i làmines de grafè que es toquen. En aquest tipus, la susceptibilitat augmenta amb la disminució de la temperatura fins a 17 K. Aquesta susceptibilitat està composta per components de Curie (espins localitzats) i components significatius de Pauli (electrons de conducció, independents de la temperatura). Aquí, el nombre d'espíns localitzats (1,2 × 10−4 per àtom de C) és una magnitud més gran que el dels nanotubs de carboni de paret múltiple (MWNT), mentre que la susceptibilitat de Pauli és comparable a la dels MWNT. D'altra banda, s'observa una gran supressió de la susceptibilitat paramagnètica per sota dels 17 K. Aquest fenomen implica una correlació antiferromagnètica entre els electrons localitzats, en què els espíns localitzats s'aparellen en parells singlets antiferromagnètics. Tanmateix, la concentració dels electrons localitzats és massa baixa. Per explicar això, Garaj et al. van suggerir que l'acoblament singlet estava mediat per electrons conductors.

### Funcionalització
S'han desenvolupat diversos mètodes per funcionalitzar nanohornes de carboni, incloent-hi l'enllaç covalent, l'apilament π-π, l'assemblatge supramolecular i la decoració de nanopartícules metàl·liques.
La porfirina tetracatiònica soluble en aigua (H2P4+) es podria immobilitzar mitjançant interaccions d'apilament π-π sobre l'esquelet dels SWNH. L' extinció eficient de la fluorescència de la fracció H2P4+ en el nanoconjunt SWNH- H2P4+ es va comprovar mitjançant espectroscòpia de fluorescència en estat estacionari i resolta en el temps, cosa que suggereix una separació de càrrega de l' H2P4+ fotoexcitat a SWNH.

## Aplicacions
El nanoforn de carboni és un material prometedor per a la química i els biosensors, ja que facilita la transferència d'electrons. Les nanohornes de carboni funcionalitzades mostren una millor dispersió i, quan es bioconjuguen, poden servir per a aplicacions biomèdiques com ara sondatge, imatge i administració de fàrmacs. A més, les nanohornes de carboni tenen una forta propietat catalítica, que es pot aplicar a la fabricació de piles de combustible. A causa de la seva enorme porositat, són uns materials excel·lents per a l'emmagatzematge de gas. A més, com que tenen una alta capacitat de corrent i estabilitat, tenen aplicacions en emissió de camp.

### Materials de sensors
Un sensor de gas compost de SWNHs es podria fabricar amb un mètode electrocinètic utilitzant dielectroforesi (DEP). La conductància del sensor SWNH fabricat amb DEP va augmentar o disminuir després de l'exposició a nivells ppm de NO2 o NH3, respectivament, de manera similar als sensors de gas CNT obtinguts anteriorment, cosa que suggereix que l'agregat SWNH es comporta com un semiconductor de tipus p. La comparació revela que la sensibilitat intrínseca al NO2 dels SWNH és inferior a la dels CNT de paret simple, però comparable amb la sensibilitat intrínseca dels CNT de paret múltiple (MWCNT). Un altre sensor de gas que utilitza una pel·lícula de recobriment de SWHN tenia com a objectiu detectar ozó a l'aigua. Aquest sensor es basa en el fenomen que la resistència elèctrica de la pel·lícula de SWNHs disminueix amb l'adsorció de molècules d'ozó a causa de la transferència de càrrega des de la superfície dels SWNHs a les molècules d'O3. El canvi de la resistència elèctrica de la pel·lícula SWNH es va correlacionar amb la concentració d'ozó i la temperatura basant-se en el model d'adsorció de monocapa, tenint en compte les energies d'activació de l'adsorció, desorció i sensibilitat rellevants de la transferència de càrrega.

### Nanocompostos

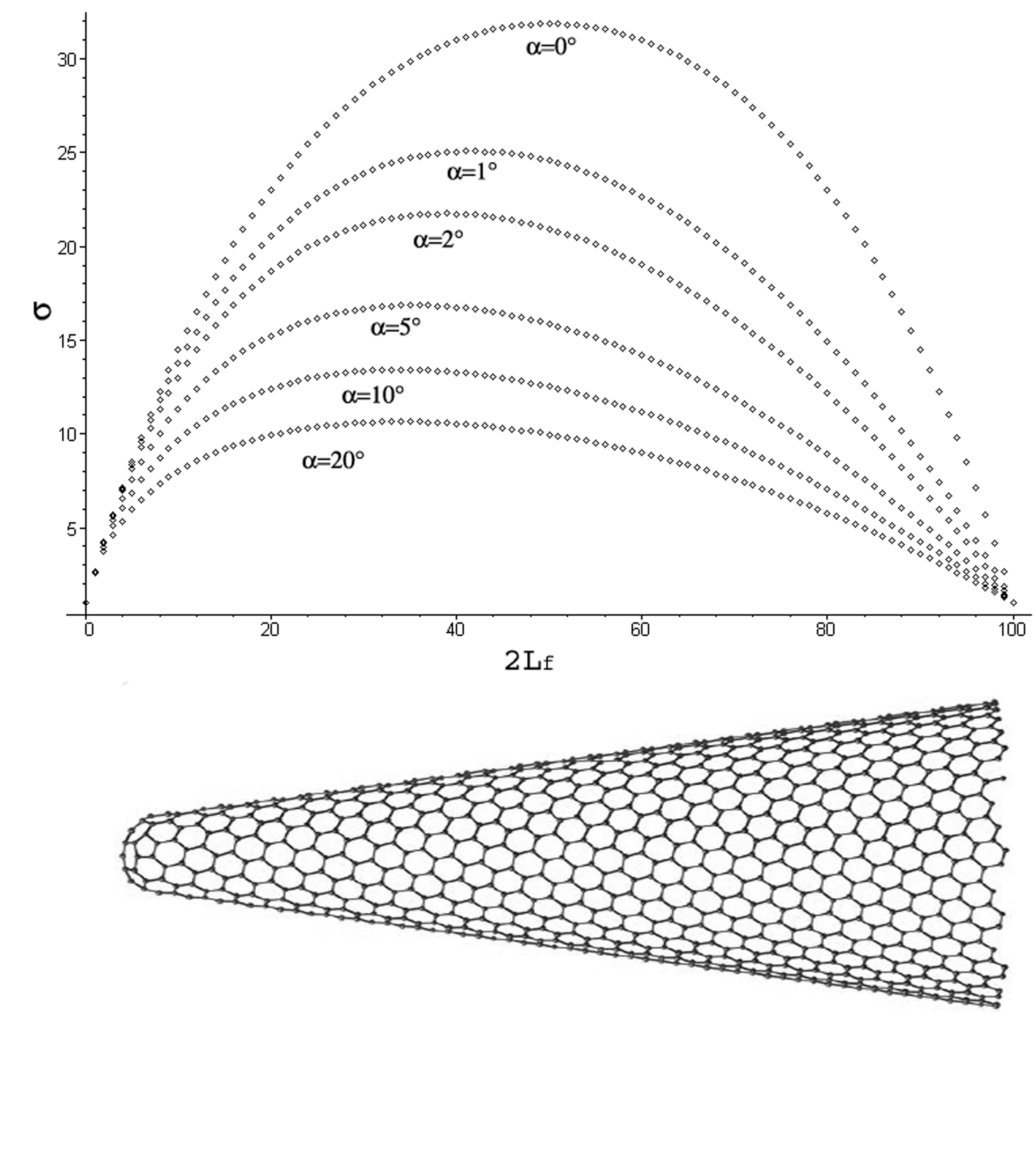
Representació esquemàtica de la tensió normal axial en una nanohorna de carboni incrustada en un nanocompòsit sota càrrega axial.

Reforçar un nanocompost amb nanotubs de carboni (CNT) millora les seves propietats mecàniques, incloent-hi el mòdul, la resistència a la tracció i la resistència a la fallada. També s'ha informat que afegir CNT a compostos de fibra de poliacrilonitril (PAN)/CNT disminueix la tendència a la fibril·lació d'aquestes fibres. Tenint en compte les propietats superiors dels CNH respecte als CNT, com ara una superfície més gran, s'espera que els nanocompostos reforçats amb CNH mostrin un rendiment encara més alt en comparació amb els nanocompostos reforçats amb CNT. Tanmateix, la superfície més gran dels CNH en comparació amb els CNT fa que aquestes estructures tinguin una major tendència a l'aglomeració, cosa que impedeix l'àmplia aplicació dels CNH com a reforç per a nanocompostos. Els aglomerats actuen com a llocs de concentració d'estrès que redueixen la resistència global dels nanocompostos. A més, hi ha alguns informes sobre l'efecte advers de la presència d'aglomerats sobre les propietats fisicoquímiques dels nanocompostos.

### Enginyeria biomèdica
Atribuït a la seva estructura distintiva semblant a una flor de dàlia i a la seva mida ja desitjable (normalment <100 nm), els SWNH són un vehicle potencial per al lliurament intracel·lular. Es van poder aïllar amb èxit mitjançant un copolímer (goma aràbiga) mitjançant estabilització estèrica. i un estudi in vitro va demostrar que els SWNH modificats no són tòxics i es podrien utilitzar com a vehicle prometedor per a l'administració intracel·lular.

### Pila de combustible
Com s'ha esmentat anteriorment, els SWNH es poden decorar amb nanopartícules de Pt per tenir una gran activitat catalítica. Nanopartícules de Pt amb diàmetres inferiors a 5 El nm es podia dispersar bé en els SWNH i aquest nanohíbrid catalític era útil per a la generació d'energia mitjançant piles de combustible d'electròlits polimèrics.

### Emmagatzematge de gas
L'emmagatzematge d'hidrogen és una tecnologia clau per a l'avanç dels sistemes d'energia de piles de combustible en aplicacions de transport. S'han sol·licitat adsorbents sòlids que puguin emmagatzemar gasos combustibles com l'hidrogen i el metà a alta densitat per a la protecció del medi ambient, ja que els vehicles d'hidrogen i metà tenen baixes emissions de CO2. Tanmateix, és difícil emmagatzemar aquests gasos en un estat altament dens, perquè els gasos supercrítics no es condensen a líquid a temperatura ambient ni tan sols a alta pressió. Els materials de carboni com les nanofibres de grafit (GNF), els nanotubs de carboni de paret simple (SWNT) i els nanotubs de carboni modificats són candidats esperançadors per a l'emmagatzematge d'hidrogen. El mecanisme d'emmagatzematge de gas inclou quatre conceptes diferents: adsorció física, quimiosorció, absorció i oclusió. L'adsorció física és el mecanisme més adequat per a l'aplicació de les piles de combustible perquè és reversible i tant les taxes d'adsorció com de desorció són molt grans, tot i que la capacitat d'emmagatzematge ordinària per adsorció física és limitada a causa de les febles interaccions hidrogen-hidrogen i hidrogen-carboni. Tot i que es considera que la quimiosorció té una alta capacitat d'adsorció, no és reversible. D'altra banda, l'absorció i l'oclusió solen ser difícils en materials de carboni perquè l'estructura de carboni és rígida. El SWNH és un material nou similar al SWNT. A causa de la seva alta puresa (>95%) sense cap catalitzador metàl·lic, s'ha considerat que el SWNH és un candidat ideal per a l'estudi de l'emmagatzematge d'hidrogen, sense cap possible efecte de les partícules metàl·liques com a catalitzador sobre la capacitat d'emmagatzematge d'hidrogen. L'estudi de Murata et al. va determinar que les quantitats exactes d'adsorció física d'hidrogen supercrític en els conjunts de nanohornes de carboni de paret simple (SWNH) eren a 77, 196 i 303 K. Hi ha dos llocs d'adsorció física de SWNH, que són els llocs intersticials i interns. Tot i que les profunditats potencials d'interacció dels espais intersticials i interns són diferents, les densitats d'hidrogen en ambdós espais eren similars. Les molècules d'hidrogen adsorbides als espais intersticials no poden formar el clúster estable a causa de la limitació d'espai, però l'hidrogen es pot estabilitzar mitjançant la forta interacció fluid-fluid a causa de la formació de clústers als espais interns.

### Emissió de camp
L'emissió de camp és l'emissió d'electrons induïda per un camp electroestàtic. Entre les tasques per a l'optimització de l'emissió de camp, el desenvolupament de mètodes de producció a gran escala/baix preu és un dels problemes clau. Les nanohornes de carboni es poden sintetitzar en grans quantitats i el producte, a diferència dels nanotubs, no necessita cap purificació addicional. Les pel·lícules primes de nanohorna de carboni mostren bones característiques d'emissió de camp a causa de les estructures afilades semblants a banyes, en particular un camp d'activació baix i una bona estabilitat a llarg termini. L'única diferència marcada respecte a les pel·lícules de nanotubs és que quan les densitats de corrent són superiors a 1 mA/ cm2, la mostra pateix danys permanents, mentre que els nanotubs poden suportar densitats superiors en almenys dos ordres de magnitud. Això pot ser degut a l'estructura molt peculiar i a l'alta resistivitat de les nanobanes. Com que la seva estabilitat a llarg termini és comparable a la dels nanotubs, les nanobanes podrien representar una alternativa atractiva per a aplicacions d'emissió de camp que no requereixen altes densitats de corrent.